# Шиподзьоб новогвінейський
Шиподзьоб новогвінейський (Acanthiza murina) — вид горобцеподібних птахів родини шиподзьобових (Acanthizidae). Ендемік Нової Гвінеї. Мешкає в гірських тропічних лісах Центрального хребта на висоті 2500-3700 м над рівнем моря.